# Deborah Snyder

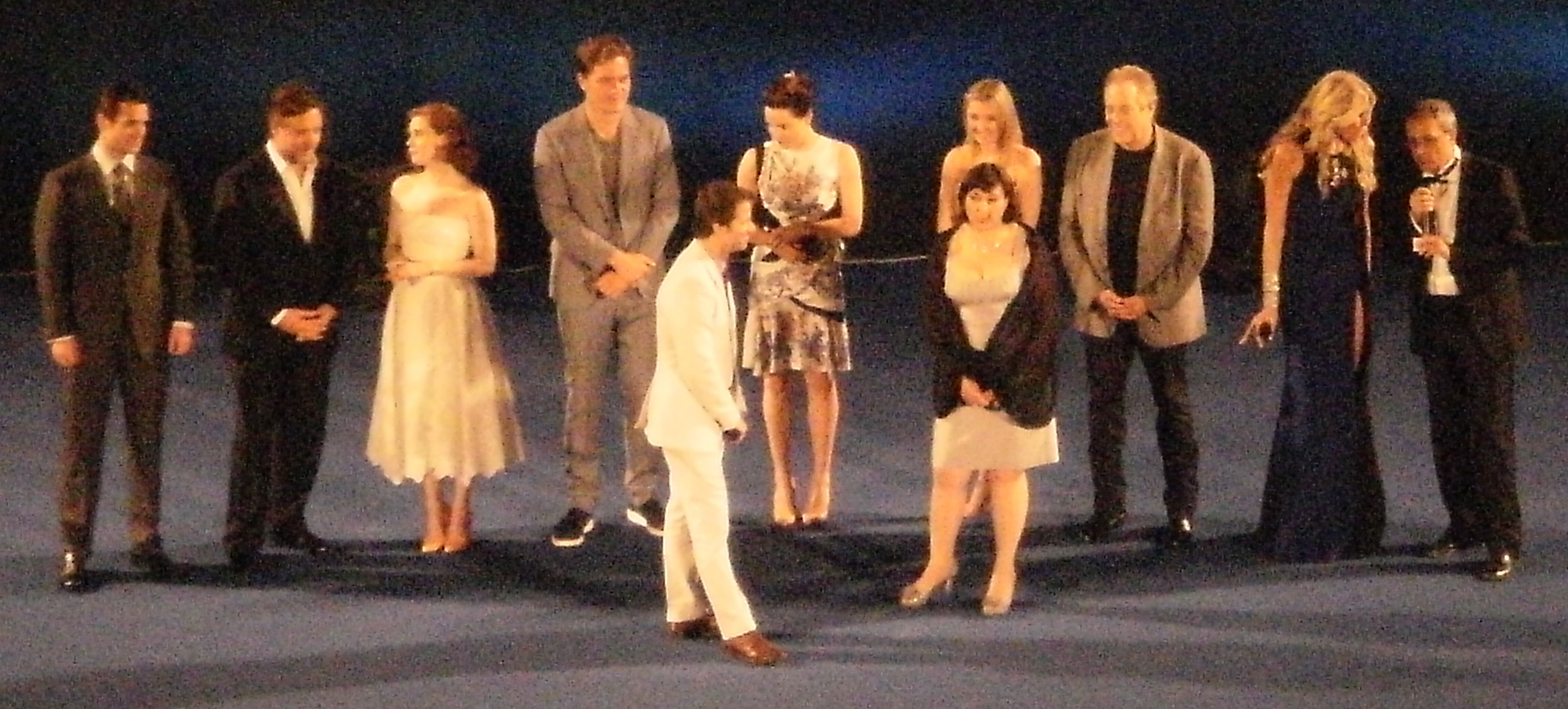
Deborah Snyder (fyra från höger i bakre raden) vid den italienska premiären av Man of Steel den 15 juni 2013.

Deborah Snyder, född Johnson den 13 mars 1963 i New York, är en amerikansk filmproducent.
Snyder arbetade tidigare på reklambyrån Backer Spielvogel Bates i New York och 1996 tog hon hjälp av Zack Snyder vid en reklamfilm för Reebok. 1997 var hon producent för dokumentären Talk to Me: Americans in Conversation. 2002 tog hon åter hjälp av Zack Snyder vid en reklaminspelning för deodoranten Soft and Dri i Nya Zeeland. De gifte sig den 25 september 2004 i St. Bartholomew's Episcopal Church i New York och samma år grundade de produktionsbolaget Cruel and Unusual Films. Från och med 2006 har Deborah Snyder varit med och producerat de filmer hennes man regisserat.

## Filmografi
| Producent - 2009 – Watchmen - 2011 – Sucker Punch - 2013 – Man of Steel - 2014 – 300: Rise of an Empire - 2016 – Batman v Superman: Dawn of Justice - 2017 – Wonder Woman - 2017 – Justice League - 2020 – Wonder Woman 1984 - 2021 – Zack Snyder's Justice League - 2021 – Army of the Dead - 2021 – Army of Thieves - 2023 – Rebel Moon Part 1: A Child of Fire | Exekutiv producent - 2006 – 300 - 2010 – Legenden om ugglornas rike - 2016 – Suicide Squad - 2018 – Aquaman - 2021 – The Suicide Squad - 2023 – The Flash - 2023 – Aquaman and the Lost Kingdom |  |